# M109 (semovente)
L'M109 è un semovente d'artiglieria su cingoli di produzione statunitense. Introdotto nel 1962, ha una grande torretta con 28 colpi, motore anteriore, uno scafo in alluminio che offre una certa protezione contro armi leggere, un peso di 23/28 tonnellate (a seconda delle versioni). È munito di un obice leggero con un grande freno di bocca con canna corta da circa 23 calibri, con una portata di 14 km. Può guadare un fiume fino a 1,8 m di profondità: con un kit aggiuntivo, che richiede una lunga preparazione, può affrontare profondità superiori. Il mezzo è stato oggetto di profonde modifiche per tenere il passo dei progressi tecnologici.
Questo tipo di carro semovente era lungo 9 m pesava 24 tonnellate e aveva un'autonomia di 390 km

## Storia

### Sviluppo
Il semovente M109 è originato dall'esigenza d'avere un obice pesante che fosse anche sufficientemente mobile: il materiale dell'epoca, risalente nella progettazione agli anni '40, era molto pesante e minacciava di diventare assai superato in breve tempo. Nel 1952 venne così iniziato lo sviluppo di un sistema del tutto diverso e innovativo, che sostituisse innanzi tutto l'M44 (semovente) da 155mm.
Il nuovo modello iniziò prima lo sviluppo come T195, con calibro di 105mm. Si adattò il progetto per avere un'artiglieria da 156mm, calibro insolito che tuttavia non venne accettato per non compromettere l'intercambiabilità con gli stock di munizioni già esistenti.
Il prototipo arrivò a concretizzarsi nel 1959, con la designazione T196. I problemi erano però molti e di non breve soluzione. Inoltre, venne deciso di usare per tutti i veicoli americani i motori diesel, meno prestanti ma più efficienti specie per l'autonomia. Dopo alcuni miglioramenti venne chiamato T196E1 e finalmente venne adottato nel 1961, come semovente M109.

#### Versioni successive
Tra le versioni migliorate: L'M109G è il modello NATO standard. Ha una bocca da fuoco migliorata, con una rigatura diversa riprogettata dalla Germania Ovest (da qui il nome della versione) per le proprie esigenze e per quelle della maggior parte delle nazioni europee. Compare come gittata di 18 km, ma la lunghezza della canna è rimasta simile, ottenuta con un potenziamento della carica di lancio, che di norma precedentemente partivano dalla terza per arrivare fino alla settima. L'ottava carica fu introdotta solo per un uso limitato, era previsto il suo utilizzo solo per il tiro diretto controcarro o per il lancio delle granate nucleari tattiche. Il semovente M109G ha un otturatore a cuneo orizzontale, che permette di aumentare la cadenza di tiro rispetto all'otturatore a vitone, essendo manovrabile senza dover cambiare l'alzo della bocca da fuoco (operazione necessaria per otturatori tipo welin); la lunghezza della rigatura è maggiore, e la forma del freno di bocca è rotonda anziché a 'martello'. Questo, assieme ai lancia-fumogeni lo rende facilmente riconoscibile. A questo standard corrispondono i modelli prodotti in Italia, su licenza, dalla OTO Melara.
I modello M109L della OTO-Melara è un M109G aggiornato tra la fine degli anni '80 e la metà degli anni '90 con una bocca da fuoco con le stesse caratteristiche dell'FH-70: una gittata di circa 24 km, la massa rinculante aumenta da 1430 a 2700 kg, mentre la corsa di rinculo è uguale, 915 mm. La modifica, cominciata già nei tardi anni '70, è stata posposta per il programma SP-70, ma, quando questo è fallito nel 1987, si è proceduto a questo ripiego con la trasformazione di circa 221 semoventi che si è conclusa all'incirca a metà anni '90.
M109A1: canna allungata a 39 calibri, consegnati dal 1972 con ulteriori e vari miglioramenti alle sospensioni e al sistema di tiro.
M109A2: apparso nel 1978, esso era un miglioramento generale, con una riserva munizioni portata a 36 colpi, una cuffia corazzata per il periscopio e altro ancora.
M109A3: M109 standard portati al livello A2
Gli M109A/A3 avevano nominalmente una gittata standard di circa 22 km, impiegando la carica di lancio 8^, mentre con munizioni a razzo si raggiungevano i 30 km, ma in pratica a causa della insufficiente resistenza delle canne, la portata massima non eccedeva molto quella dell'M109A1, ovvero 18 km.
Così vennero preparati nuovi modelli sperimentali nel quadro del programma HELP, che avrebbero dovuto portare al modello A4 e poi all'A5, ma l'US Army non era soddisfatto di questi miglioramenti e passò direttamente al programma A6, che poi sarebbe stato conosciuto anche come Paladin. Anch'esso è un miglioramento del progetto base e può essere sia kit di aggiornamento che prodotto nuovo.
Il Paladin venne sperimentato con cannoni di nuovo disegno e di maggiore potenza. Uno di questi aveva una lunghezza di 58 calibri, cosa che lo avrebbe posto all'avanguardia, ma in pratica è stata adottata la versione con il cannone/obice da 39 calibri. La nuova versione ha una serie di miglioramenti, come un calcolatore digitale di tiro, un sistema di navigazione inerziale terrestre, un display tattico, una serie di rinforzi strutturali e altro ancora. Il peso però aumenta da 25 a 28 tonnellate (l'M109 originale era pesante circa 23t.) e l'autonomia si riduce a 280 km con circa 500 l di carburante.
Tutta l'impiantistica è stata rivista per migliorare l'affidabilità e ridurre i tempi di riparazione, i colpi sono passati da 36 a 39, e il sistema di caricamento con apparato semiautomatico (solo opzionale) che permette di passare da 3 a 6 colpi al minuto, mentre la cadenza di tiro prolungata è di 1 colpo al minuto, come il precedente. Il tempo di risposta alla richiesta di fuoco è di 60 secondi, e il tempo che serve al veicolo per fermarsi e sparare è di 30 secondi.
Altre migliorie sono apparse in seguito, come un ricevitore GPS, mentre nel campo delle munizioni sono apparse quelle ICM a grappolo, oppure, più di recente, proiettili controcarri M898 Sadarm, contenenti submunizioni con un sistema di ricerca infrarosso dei veicoli corazzati.
Durante l'Invasione dell'Iraq, nel 2003 i Paladin sono entrati in azione, ottenendo molti successi contro l'esercito iracheno. Un Paladin è esploso a causa di una detonazione accidentale di una carica di lancio. Già dopo l'operazione Desert Storm, un deposito di materiale statunitense era accidentalmente esploso, distruggendo carri armati e M109 in quantità elevate.
In tutto, agli inizi degli anni '90 esistevano oltre 2400 M109 nelle Forze armate statunitensi (US Army e Marines), mentre la produzione aveva totalizzato oltre 7000 veicoli, diffusi in 28 nazioni. I Paladin erano previsti in circa 800 esemplari per le esigenze USA, ma anche altre nazioni si erano organizzate, come si è detto, per l'aggiornamento di queste artiglierie semoventi.
L'M109A6 è un sistema sofisticato, ma anche maturo. Con la cancellazione del progetto statunitense XM2001 Crusader, i semoventi M109A6 dovranno restare in servizio per molti altri anni, nonostante nel mercato esistano sistemi più capaci da almeno quindici anni. Tra l'altro, la gittata calcolata per il cannone è in pratica raggiunta per poco più dell'80% (circa 20–21 km). Anche per questo, il modello di prima generazione A1/G è stato sostituito nel Regno Unito dall'AS-90, in Germania e Italia dal PZh-2000.
La detonazione avviene in tre fasi, il percussore batte sulla spoletta, un innesco a "cartuccia" caricato a polvere nera, la fiamma che sprigiona innesca il fondello della carica di lancio (caratterizzato da colore rosso) anch'esso a polvere nera che a sua volta innesca i "sacchetti" della carica di lancio riempiti di un materiale detonante "povero" (per ridurre i costi) legati al fondello. C'è da dire, tra l'altro, che il mezzo, per lo sparo, oltre al cordino, è dotato di un macchinoso sistema comandato elettricamente dal manettino di brandeggio.

### Impiego operativo

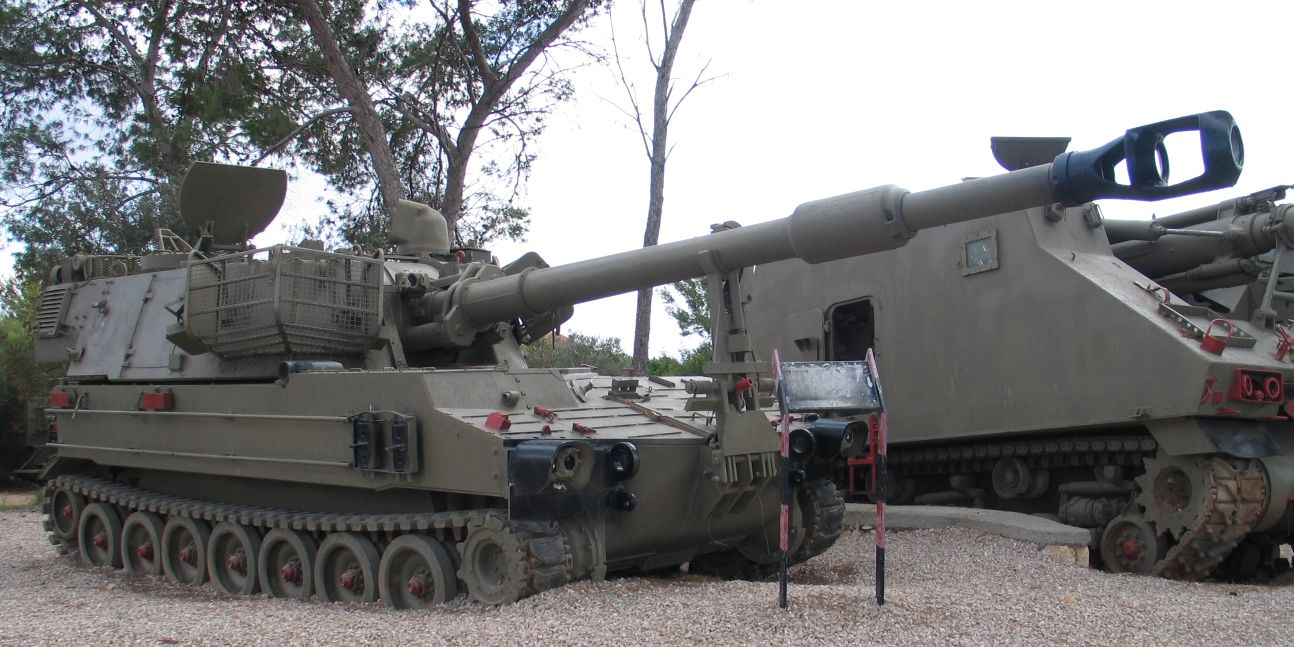
Le versioni più recenti hanno una b.d.f. molto più lunga e potente, come in questo esemplare israeliano, aggiornato ad uno standard simile all'M109A6, chiamato Doher. A lato, un vecchio semovente basato sull'M-4 Sherman, l'L-33 impiegato a partire dalla Guerra del Kippur dopo i risultati modesti del precedente M-50

La produzione ebbe luogo alla fine del 1962 presso la fabbrica carri dell'esercito a Cleveland, gestita dalla Cadillac Car. Poi l'impianto passò alla Chrysler; negli anni '70 arrivò alla Bowen-McLaughlin-York (BMY).
I tre gruppi d'artiglieria di una divisione statunitense meccanizzata, corazzata o cavalleria, hanno 18 pezzi ripartiti in 3 batterie.
Molto rapidamente, il veicolo è entrato in linea in grandi quantità. Anche se in Vietnam fu impiegato in pochi esemplari, esso ha avuto clienti come l'Arabia Saudita e la Turchia. Impiegato in numerosi conflitti negli ultimi decenni, come la Guerra del Vietnam, la Guerra dello Yom Kippur e tutte le guerre del Golfo, da parte iraniana e poi statunitense.
I semoventi M109 sono stati migliorati in maniera sostanziale. A metà anni '80 negli USA ve n'erano più di 2500, in Italia 260, in Iran 450, in Svizzera quasi 300.

## Descrizione tecnica
Sebbene la versione base sia superata, è ancora in servizio e ad essa si fa riferimento in questa descrizione.
La grande torretta e lo scafo hanno una struttura di alluminio saldato, di costo elevato ma più leggero. È la lega 5083, usata per l'M113 trasporto truppa, coevo. Lo spessore massimo è di circa 30 mm e protegge solo dalle schegge e dai proiettili più leggeri.

### Scafo
Il pilota siede avanti, a sinistra; lo scomparto motore è alla sua destra, perché la struttura prevedeva di liberare tutta la parte posteriore per le esigenze dei serventi al pezzo e dei movimenti del sistema d'arma (obice). Il motore è un GM 8V-7IT, diesel (ma non ha per questo una grande autonomia), a trasmissione anteriore. Il carro ha la possibilità di essere guidato con leve e freni in 1 e 2ª marcia, con il volantino semicircolare per la 3ª e la 4ª.
Le sospensioni sono a barra di torsione, con 7 ruote per cingolo, senza rullo guida-cingolo ma solo con un rullo di rinvio posteriore. La cingolatura, data la relativa leggerezza, ha una larghezza di 28 cm, mentre le ruote sono gommate. Lo scafo è molto alto, rispetto alla cingolatura, e molto spazioso. Esistono sistemi di guida notturna all'infrarosso e un kit anfibio che permette, con una lunga preparazione, l'attraversamento di specchi d'acqua, muovendosi solo con i cingoli. Esso è dato da 9 galleggianti pneumatici e 3 frangionde.

### Torretta ed armamento
La torretta è grande e rettangolare, con fianchi arrotondati e portello a sinistra. Essa è chiudibile totalmente, perché tra i requisiti di progetto vi era la protezione NBC e dalle schegge di artiglieria.
Ospita l'M126, un obice molto caratteristico. Il peso è relativamente basso, la massa rinculante è di 1430 kg per una corsa di rinculo massima di 900 mm circa, se si confronta con cannoni ad alta pressione da 105/51 che hanno una massa di 1200 kg eppure sparano proiettili pesanti solo un terzo (15 kg rispetto a 43 kg).
Esso è privo di manicotto termico anti-distorsione, ma ha un grosso freno di bocca a doppia luce, e una struttura ancora più caratteristica, una specie di grosso cilindro, appena dietro, che funge da espulsore dei fumi. La bocca da fuoco ha una pressione relativamente bassa, e 23 calibri di lunghezza, perché è concepito per dare il minor tormento possibile ad un veicolo tanto leggero, per giunta dotato di una torretta brandeggiabile. Il grande freno di bocca riduce le forze di rinculo.
La gittata è di 14320m, l'otturatore è a vitone filettato, il vecchio sistema Welin, con l'aiuto di un calcatoio semiautomatico per il caricamento. L'arma è installata su un affusto capace di -5/+75 gradi, mentre la rotazione e elevazione hanno un motore idraulico, con volantini ausiliari a comando manuale. La distanza di rinculo, a seconda dell'elevazione, può passare da 920mm circa con -3 gradi, a 59 con alzo di 75 gradi, con sistema di ammortizzamento idropneumatico regolabile. Il periscopio di puntamento e osservazione M117, un M118 per il tiro diretto, un periscopio M42 e un quadrante di elevazione M15.
L'artiglieria è stata scelta per non tormentare eccessivamente scafo e torretta, molto leggeri per un sistema del genere. La struttura in alluminio ha un costo elevato ma è richiesto un motore molto meno potente e quindi economico a parità di prestazioni. In sostanza, è stato scelto uno scafo dotato di elevata mobilità per far raggiungere i colpi sul bersaglio, piuttosto che contare su una lunga artiglieria pesante con uno scafo troppo lento e goffo, che avrebbe rischiato di non compensare l'eventuale aumento di gittata di 5–10 km. Oppure, sarebbe stato necessario eliminare la torretta affidandosi ad una barbetta o a una postazione scoperta (come l'M107).
Le munizioni sono 28, del tipo HE, fumogeno, gas lacrimogeno, gas nervino, gas Sarin, proiettili assistiti a razzo Copperhead e i nucleari tattici a basso potenziale.
Le cariche di lancio sono separate dai proiettili, sono variabili e le granate pesano circa 43 kg. Il tutto ospitato prevalentemente in torretta limitatamente alle azioni di combattimento reale; in tempo di pace o in addestramento, i materiali ed il munizionamento sono portati al seguito da un veicolo VTM.
La mitragliatrice difensiva, montata su un lungo supporto sul tetto, è la M2HB da 12,7 mm con 500 colpi, ad azionamento manuale, ed esistono anche 3 lanciagranate fumogeni per fiancata.

## Utilizzatori

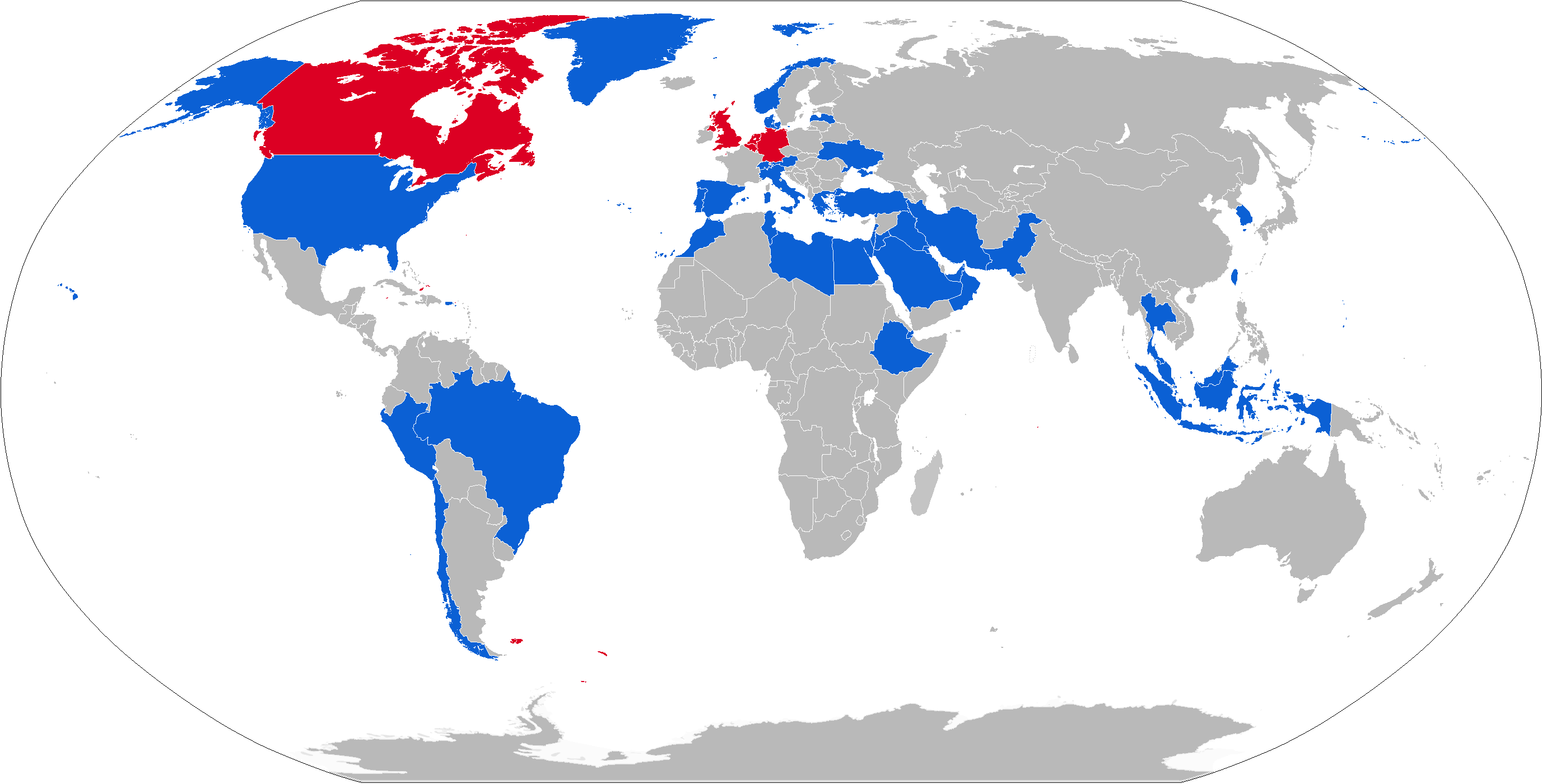
Utilizzatori del M109 al 2010 (utilizzatori passati in rosso)

### M109A1
Arabia Saudita
opera con 28 esemplari.
 Cile
opera con 24 esemplari acquistati dalla Svizzera.
 Danimarca
opera con 76 portati allo standard M109 A3DK.
 Emirati Arabi Uniti
opera con 40 esemplari acquistati dalla Svizzera.
 Etiopia
opera con 17 esemplari.
 Grecia
opera con 51 A1B.
 Kuwait
opera con 5 A1B.
 Iran
opera con 390 esemplari.
 Oman
opera con 15 A0.
 Perù
opera con 12 esemplari.
 Svizzera
opera con 224 esemplari portati allo standard PzHbz88/95 KAWEST.

### M109A2/A3
Belgio
127 A2 (ad oggi 64 portati a livello A4BE, gli altri tutti disarmati).
 Germania
- Deutsches Heer

570 A3GE A1/A2 in fase di sostituzione dal giugno 2007, sostituiti con il PzH 2000.
 Grecia
84 A2, 50 A3GEA1, 196 A3GEA2 (più 56 A3GEA2 utilizzati per portare i 50 A3GEA1 a livello A3GEA2)
 Egitto
279 A2
 Italia
- Esercito Italiano

221 M109L, equipaggiati con una canna da 155 mm/39 di produzione nazionale (OTO Melara). Dovevano essere venduti al Pakistan ma l'amministrazione di Donald Trump oppose il veto alla cessione a causa della vicinanza di Islamabad ai talebani. Ne furono consegnati solo un centinaio, mentre il resto dei semoventi rimase in Italia. Più di 100 mezzi sono stati consegnati alle forze armate ucraine nel frangente dell'invasione russa.
Sostituito dal Pzh-2000.
 Gibuti
10 M109L ex-Esercito Italiano
 Giordania
235 A2/3
 Corea del Sud
1 040 (K55)
 Marocco
84
 Norvegia
- Kongelige Norske Hæren

56 A3G (14 portati a livello di A3GN, e 9 di questi portati a A3GNM per essere adatti al clima invernale). Sono stati sostituiti dai semoventi sudcoreani K-9 Vidar. Circa 24 semoventi sono stati ceduti alle forze ucraine durante l'Invasione russa del 2022.
 Pakistan
150 A2
 Portogallo
 Paesi Bassi
126 A2 (90 eliminati, in gran parte sostituiti dal PzH 2000.
 Brasile
- Exército Brasileiro

40 A3 (ex Belgio)
 Taiwan
225
 Ucraina
Circa 24 semoventi del tipo M-109A3GN consegnati dalla Norvegia
6 semoventi del tipo M109A5Ös consegnati dalla Lituania
Più di 100 M109L consegnati dall'Italia
Più di 20 semoventi del tipo M109A4BEs consegnati dal Regno Unito
18 semoventi M109s consegnati dagli Stati Uniti

### M109A2/A5
- Austria - 80 A2/A5Ö

### M109A4
- Belgio - 64 A4BE (ora non più in uso, e 40 A3BE venduti al Brasile)
- Canada - 76 A4B+[10] Non più in uso dal 2005, usati dal 1967 al 2005. Tutti questi veicoli sono stati ammodernati all'M109A4B+ SPH negli anni '80. Furono principalmente usati dall'4 Canadian Mechanized Brigade Group in Germania.[11]

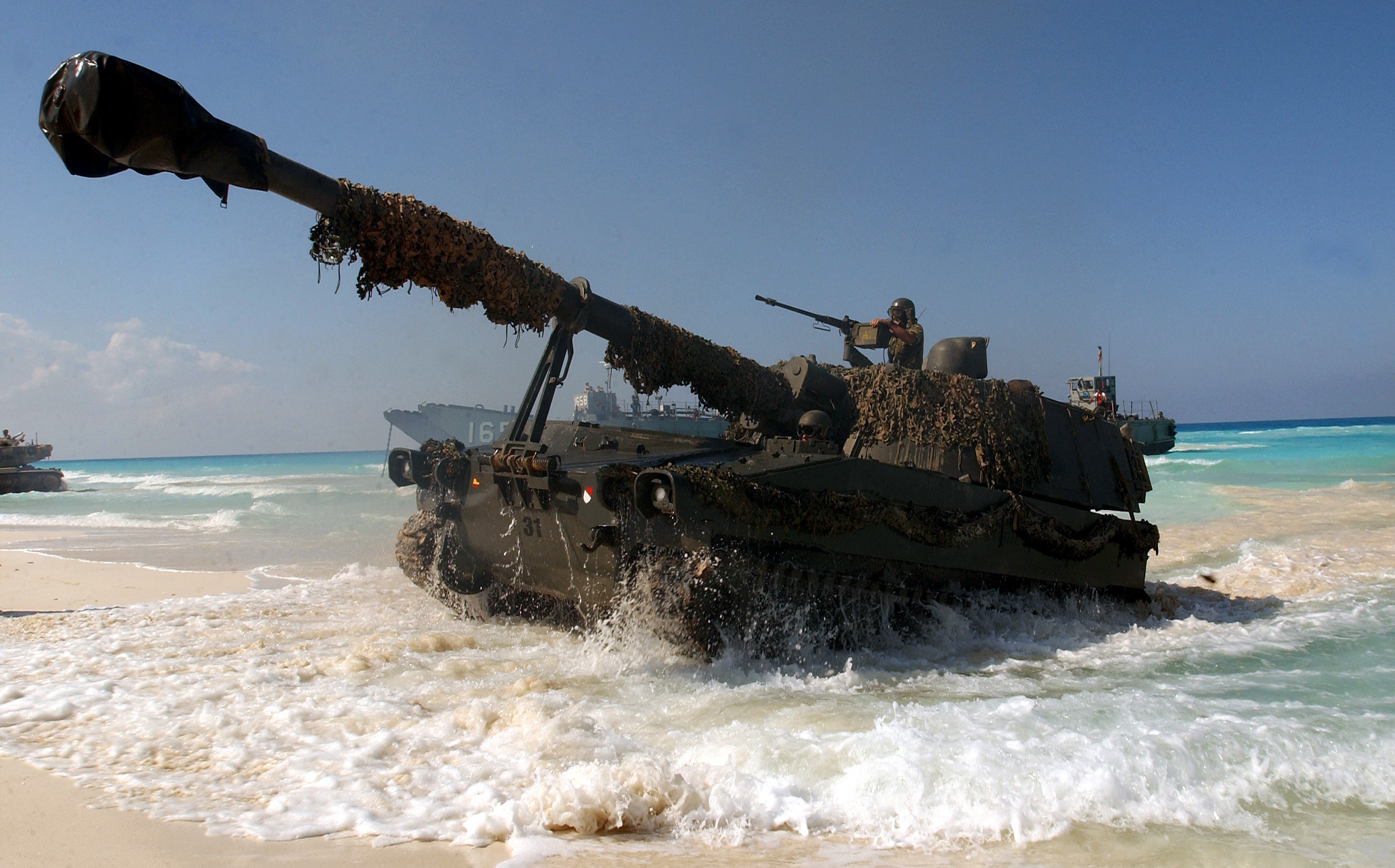
Un M109A5 dello spagnolo Ejército de Tierra.

### M109A5
Filippine
opera con 25 esemplari.
 Grecia
opera con 12 esemplari.
 Egitto
opera con 201 esemplari.
 Israele
- Tzva HaHagana LeYisra'el

opera con 600 esemplari.
 Pakistan

 Portogallo
opera con 18 esemplari.
 Spagna
- Ejército de Tierra

opera con 96 esemplari.
 Thailandia
opera con 20 esemplari.

### M109A6 Paladin
Stati Uniti
- United States Army

opera con 951 esemplari.